# Дурдины
Дурдины — купеческо-промышленная династия.
- Иван Алексеевич Дурдин (1795—1878) ∞ Анна Алексеевна Никитина
  - Иван Иванович Дурдин (1823—1899)
    - ∞ Александра Петровна Чистякова (1828—1864)
      - Михаил (1849—1879)
      - Татьяна (1850—?)
      - Иван Иванович Дурдин (1852—1918) ∞ Анна Васильевна Сытова
        - Иван (1874—1943)
        - Николай (1877—1918)
        - Герман (1882—1918)

      - Алексей (1855—1879)

    - ∞ Татьяна Алексеевна Потираловская (1843—1911)
      - Николай (1867—?)
      - Екатерина (1868—?)
      - Фёдор (1870—1939)
      - Владимир
      - Вера

  - Андрей Иванович Дурдин (1829—1889) ∞ Мария Исидоровна Фёдорова (1831—1901)
    - Юлия
    - Александра
    - Екатерина (1857—1915)
    - Софья (1859—?)
    - Анна (1861—1924)
    - Мария (1864—1914)
    - Иван Андреевич Дурдин (1865—1908) ∞ Елена Алексеевна Рузанова
      - Андрей (1887—1943)
      - Нина (1888—?)
      - Кира (1892—?)
      - Мария
      - Владимир
      - Глеб (1901—?)
      - Ксения (1898—1956)

    - Николай (1869—1916)

## История династии
- 1836 — начало самостоятельной деятельности открытие собственного пивоваренного завода в Санкт-Петербурге.
- 1839 — покупка второго пивного завода.
- 1845 — запись основателя династии купцом по 3-й гильдии.
- 1856 — учреждение «Товарищества пиво- и медоваренного завода Ивана Дурдина» с основным капиталом 1 млн. 200 тыс. рублей.
- 1863 — запись по 1-й купеческой гильдии.
- 1873 — возведение Ивана Алексеевича Дурдина и семьи в потомственное почётное гражданство[1].
- 1881 — переход от старой системы варки пива (огневой) к современной — паровой. На заводе действовует пять паровых машин общей мощностью 300 лошадиных сил, три паровых котла, установлено современное специальное оборудование. На заводе Дурдина работает 380 человек. В год завод вырабатывает 1 млн ведер пива и мёда. Продукция доставляется заказчикам на собственных фирменных повозках. В конюшнях завода содержалось более 100 лошадей. Складские помещения располагались в Санкт-Петербурге, Царском селе, Петергофе, Кронштадте и т. д.
- Настоящим бестселлером предприятия — пиво «Английский портер». Для розлива пива обычно использовались бутылки в форме высокой многогранной пирамиды, изготовленные из стекла коричневого или красно-янтарного цвета. И по бутылкам его узнавали очень хорошо.
- Товарищество «Иван Дурдин» имело разветвленную и хорошо организованную розничную сеть по продаже напитков. Только в Санкт-Петербурге товариществу принадлежало двенадцать фирменных магазинов.
- Товарищество получило звание поставщиков Двора его императорского Величества.
- Товарищество участвовало во всероссийских и международных выставках, получая награды за качество продукции. При жизни основателя в 1850, 1862 и 1870 годах получены высшие награды на всероссийских выставках в Москве и Нижнем Новгороде.
- При его сыновьях Иване Ивановиче и Андрее Ивановиче Дурдиных за качество продукции завод был удостоен высшей награды в иностранных выставках 1873, 1875 и 1893 года.
- К 1910-м годам, когда председателем правления товарищества был уже внук основателя Иван Иванович Дурдин, директором — Николай Андреевич а его заместителями — Федор Иванович и Владимир Иванович Дурдины, товарищество Иван Дурдина достигло вершины своего развития. Баланс предприятия превысил 2 млн рублей. Дивиденды составили 12 % годовых.

Конец дурдинских предприятий наступил не в 1917 году, как можно было бы предположить, а гораздо раньше — в 1914 году, когда в Российской империи был объявлен сухой закон, и монополия на производство спиртных напитков перешла в руки государства. После революции 1917 года заводы были национализированы.
В советское время:
- Товарищество пиво-медоваренного завода «И. Дурдин» на Курляндской ул., 28 — Ленинградский дрожжевой завод, после — ОАО «Комбинат пищевых продуктов».
- Пиво-медоваренный завод «Новая Бавария» — ЗАО «Игристые вина».

## Представители династии

### Иван Алексеевич Дурдин
|  | Иван Алексеевич (1795—1878) — основатель купеческой династии Дурдиных, купец 1-й гилдии, наследственный почётный гражданин. |

### Иван Иванович Дурдин
|  | Иван Иванович Дурдин (1823—1899) — старший сын основателя купеческой династии Дурдиных — Ивана Алексеевича, купец 1-й гильдии, наследственный почётный гражданин, мануфактур-советник, благотворитель. |

### Татьяна Алексеевна Дурдина
| Татьяна Алексеевна Дурдина (в девичестве — Потираловская) (1843—1911) — вторая жена старшего сына основателя купеческой династии Дурдиных — Ивана Ивановича Дурдина. 26 января 1866 года в своей приходской церкви 42-летний вдовец Иван Иванович Дурдин венчался с купеческой дочерью Татьяной Алексеевной Потираловской. Невесте исполнилось 22 года, ей предстояло взять на себя заботу о трёх пасынках и падчерице от первого брака мужа. Купцы Потираловские с начала XIX века вели крупную торговлю хлебом и состояли во фридрихсгамнском (Великое княжество Финляндское) первостатейном купечестве, в Петербурге они числились купцами временными. Иван Иванович и Татьяна Алексеевна прожили вместе 33 года, у них родилось трое детей. Татьяна Дурдина пережила мужа на 12 лет и скончалась 2 декабря 1911 года, в возрасте 69 лет. Её похоронили на Митрофаниевском кладбище вместе с мужем, умершим в 1899 году. Продолжателем семейного дела Дурдиных стал четвёртый из детей от первого брака — Иван Иванович Дурдин (Иван Иванович младший), которому отец завещал основную часть состояния - 50 паёв Товарищества «Иванъ Дурдинъ». Остальное имущество перешло к его второй супруге Татьяне Алексеевне. В свою очередь, в духовном завещании Татьяны Алексеевны Дурдиной все принадлежавшие ей паи Товарищества и доходные дома передавались её сыновьям Николаю, Фёдору и Владимиру. Своим дочерям Екатерине Ивановне Крутиковой и Вере Ивановне Ушиной она завещала по 100 тысяч рублей и свои бриллиантовые украшения. |

### Андрей Иванович Дурдин
|  | Андрей Иванович Дурдин (1829—1889) — младший сын основателя купеческой династии Дурдиных — Ивана Алексеевича, купец 1-й гильдии, наследственный почётный гражданин, благотворитель. |

### Иван Андреевич Дурдин
|  | Иван Андреевич Дурдин (1865—1908) — представитель купеческой династии Дурдиных, старший сын Андрея Ивановича Дурдина, купец 1-й гильдии, наследственный почётный гражданин, коммерции советник, благотворитель. |

### Иван Иванович Дурдин (младший)
|  | Иван Иванович Дурдин (1852—1918) — представитель купеческой династии Дурдиных, сын Ивана Ивановича Дурдина, купец 1-й гильдии, наследственный почётный гражданин. Сын (полный тёзка) И. И. Дурдина после смерти отца стал основным продолжателем семейного дела. Младший Иван Иванович Дурдин, получив по завещанию отца основную часть состояния — 50 паёв Товарищества «Иванъ Дурдинъ», становится председателем Правления товарищества. |

## Реклама Торгового дома «Иван Дурдин»

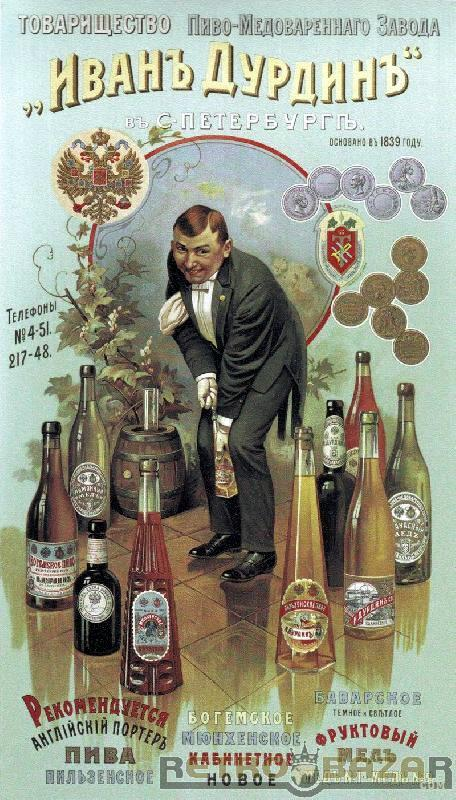
Реклама продукции пиво-медоваренного завода «Иванъ Дурдинъ»
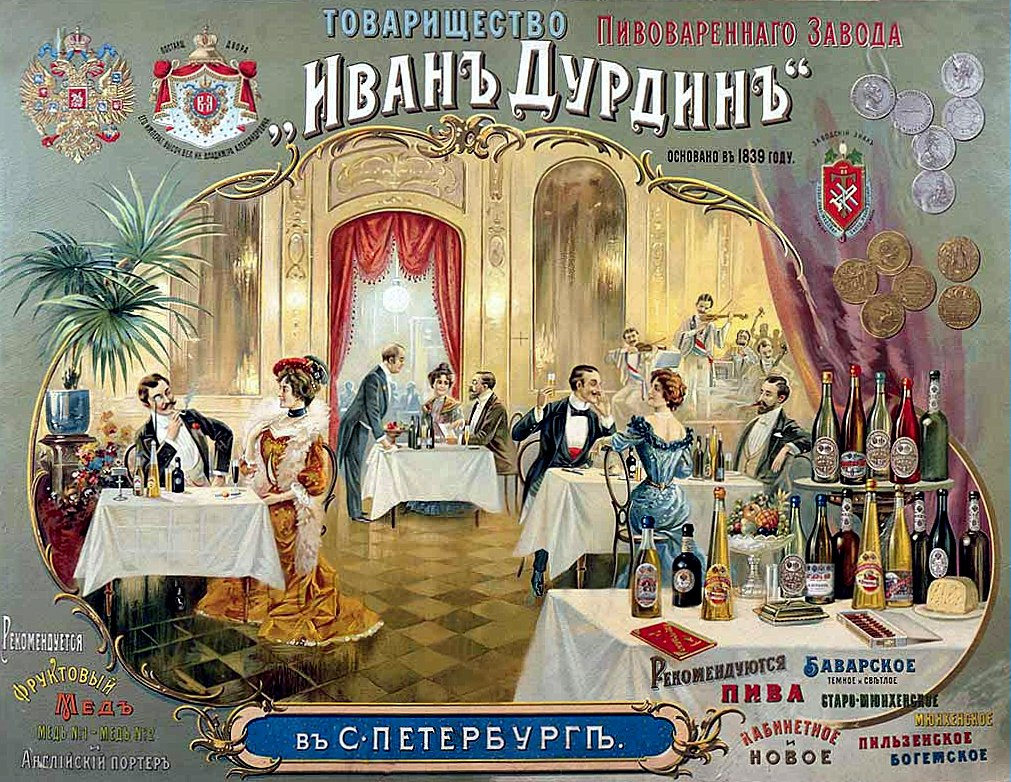
Реклама продукции пивоваренного завода «Иванъ Дурдинъ»
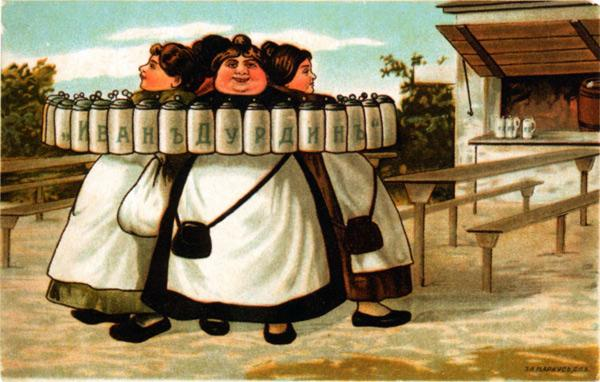
Реклама торгового дома «Иванъ Дурдинъ»
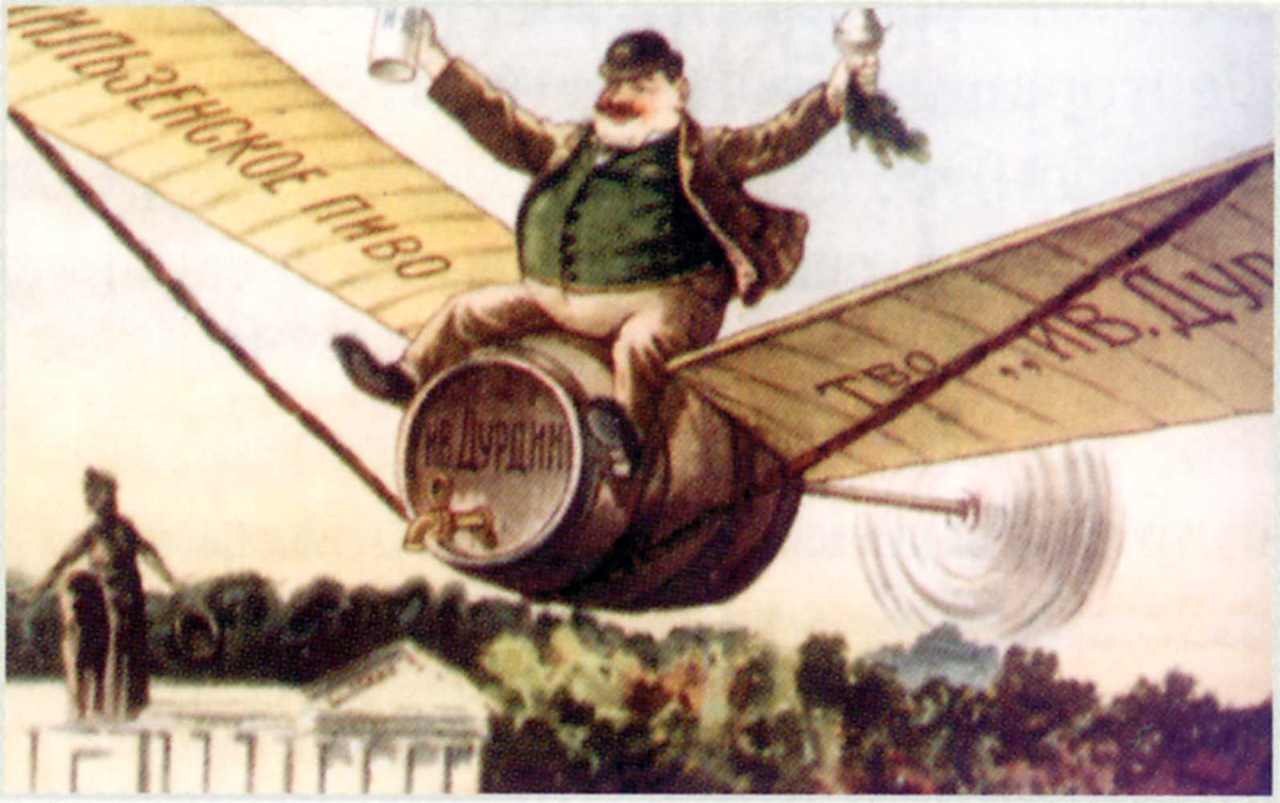
Реклама торгового дома «Иванъ Дурдинъ»
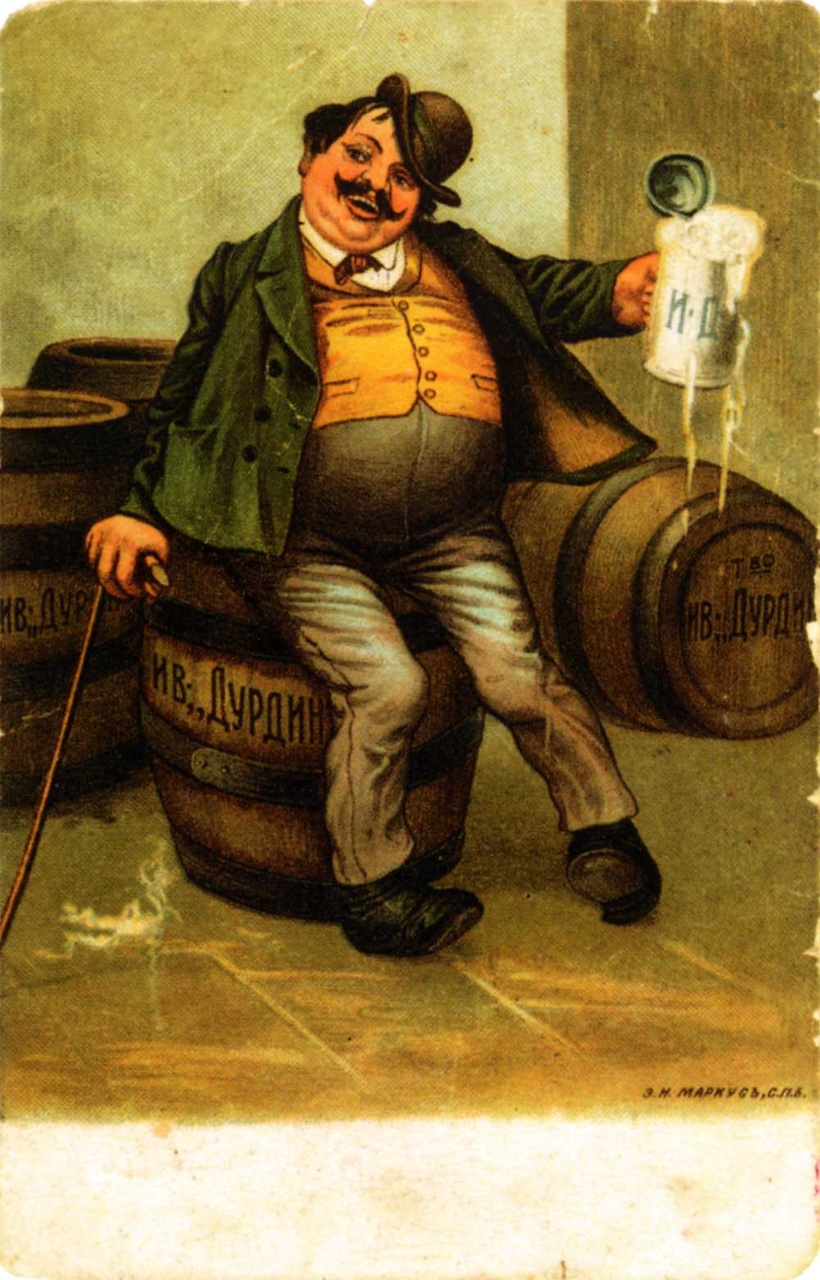
Реклама торгового дома «Иванъ Дурдинъ»
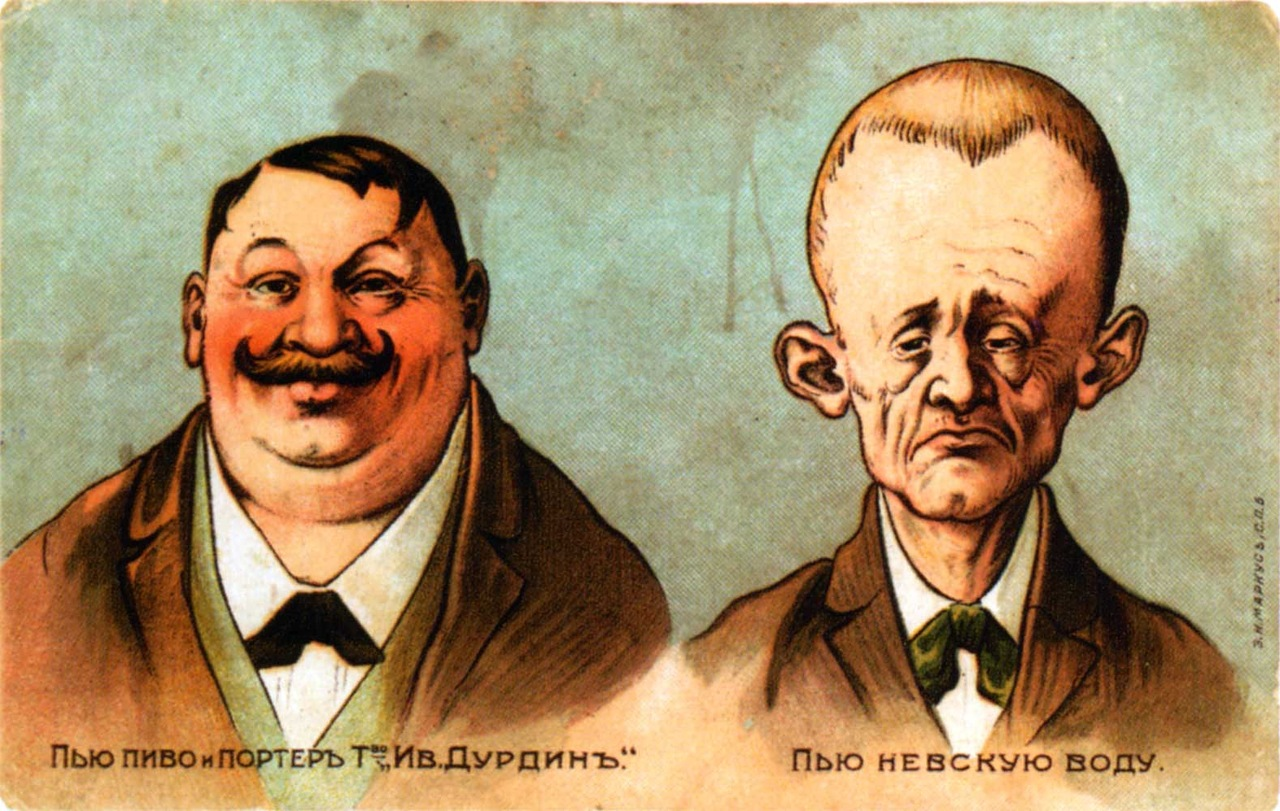
Реклама торгового дома «Иванъ Дурдинъ»
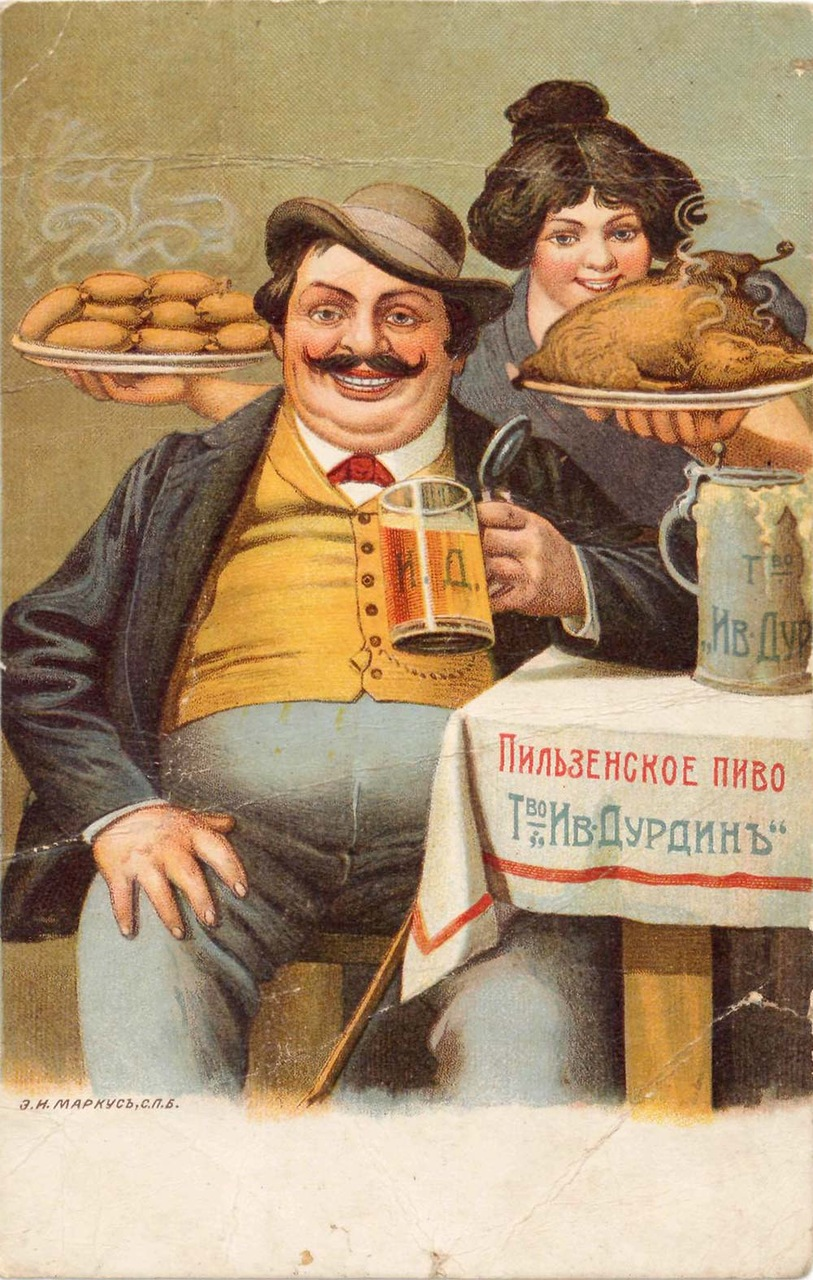
Реклама торгового дома «Иванъ Дурдинъ»
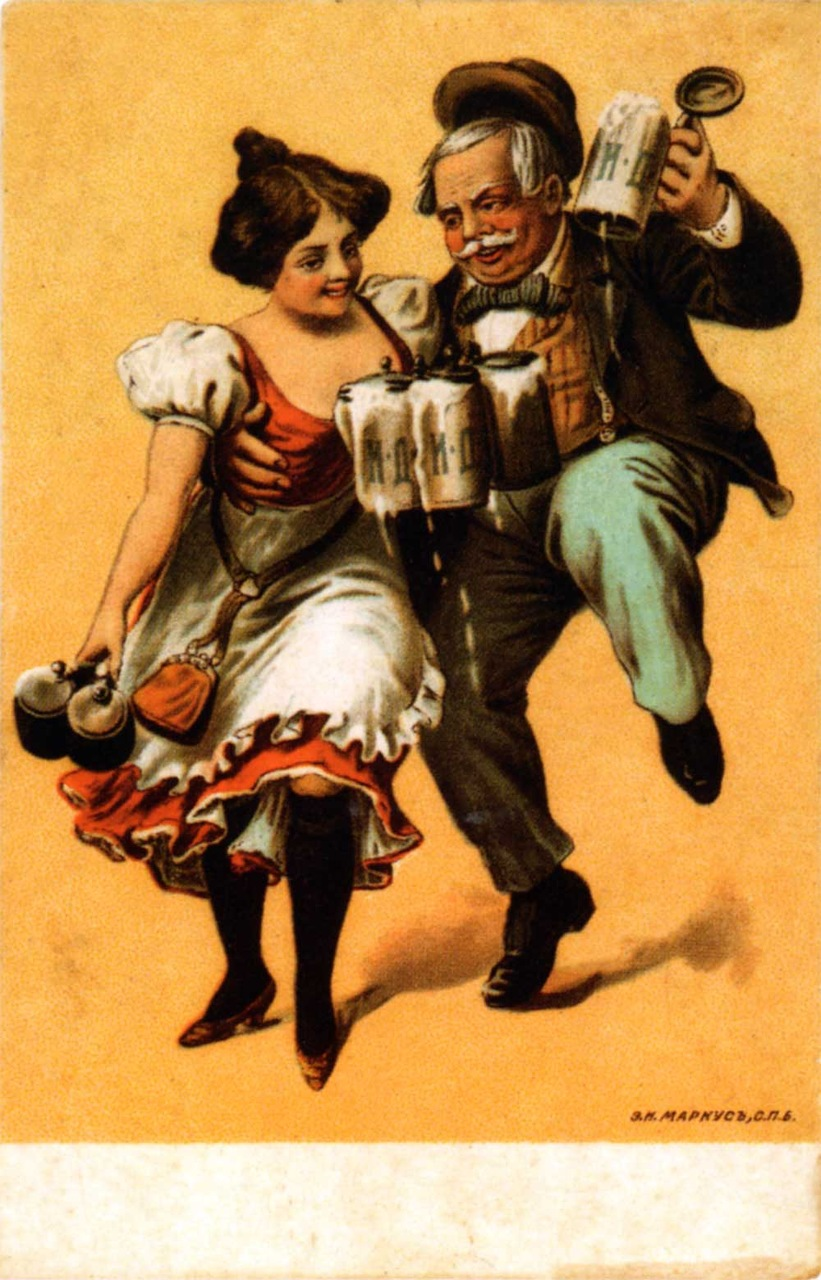
Реклама торгового дома «Иванъ Дурдинъ»

## Реклама Торгового дома «Новая Бавария»

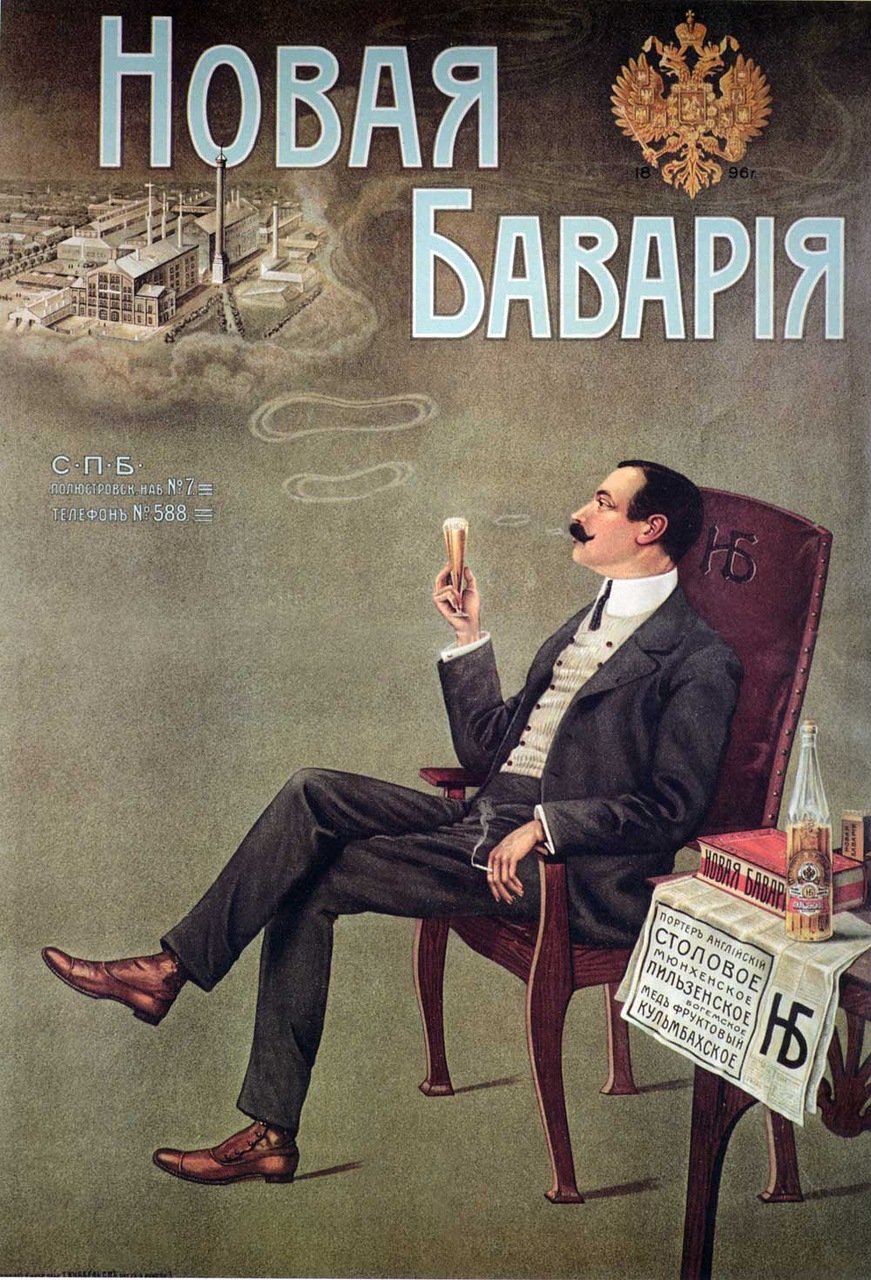
Реклама продукции Акционерного общества пиво-медоваренного завода «Новая Бавария»
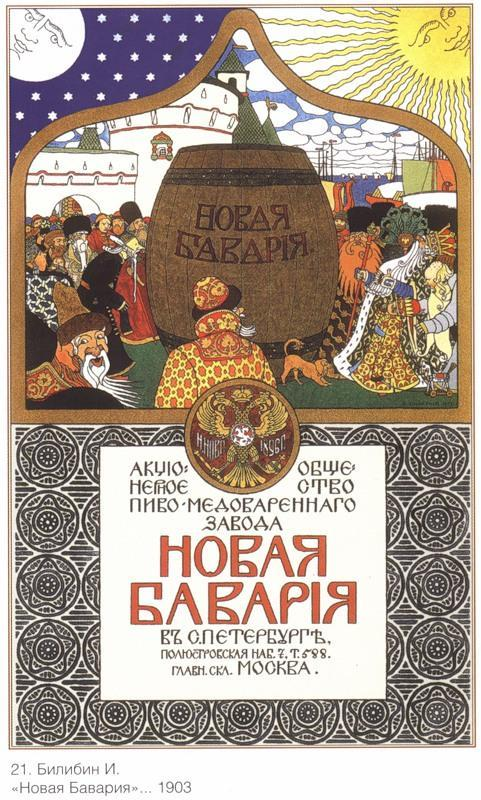
Рекламный плакат Акционерного общества пиво-медоваренного завода «Новая Бавария», работы Ивана Билибина
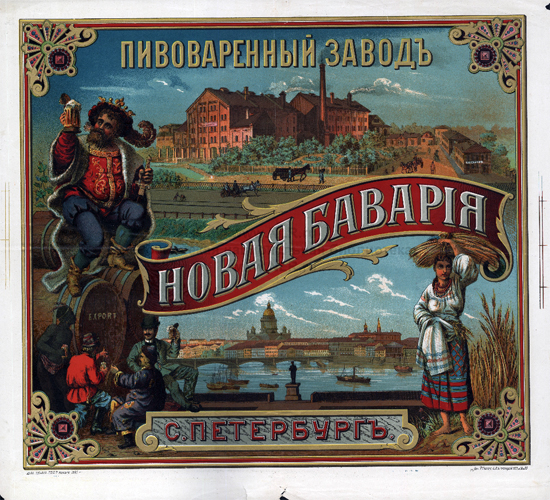
Рекламный плакат завода «Новая Бавария»

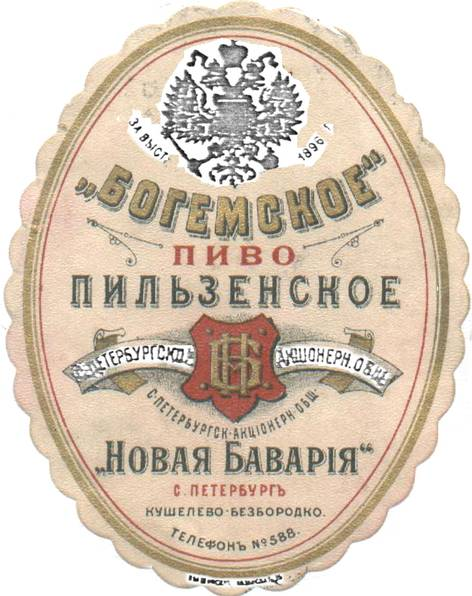
Этикетка Богемского пива АО «Новая Бавария»
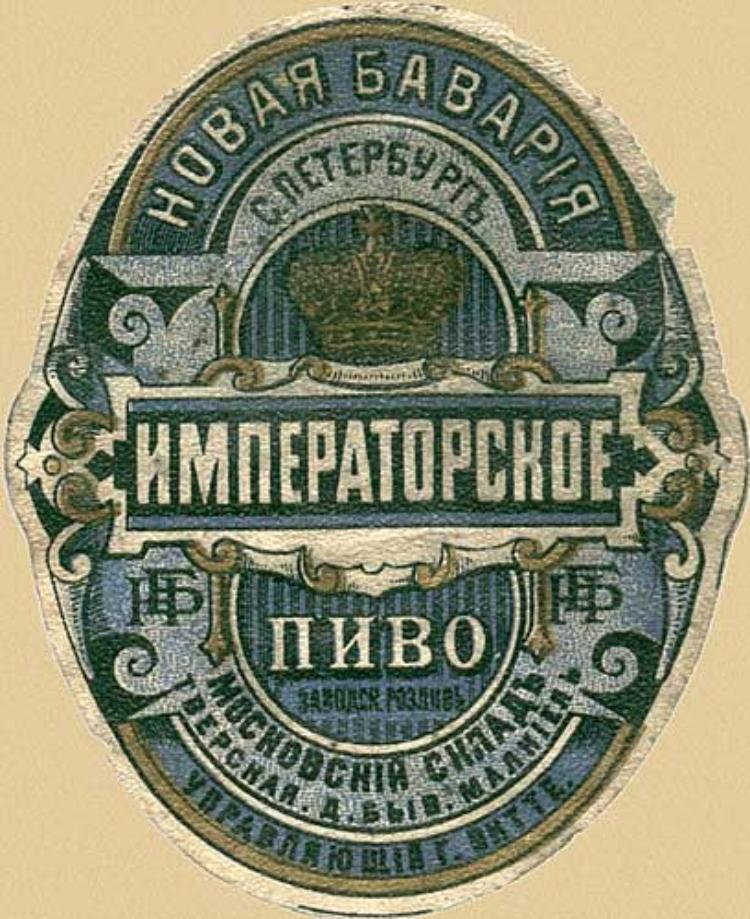
Этикетка Императорского пива АО «Новая Бавария»
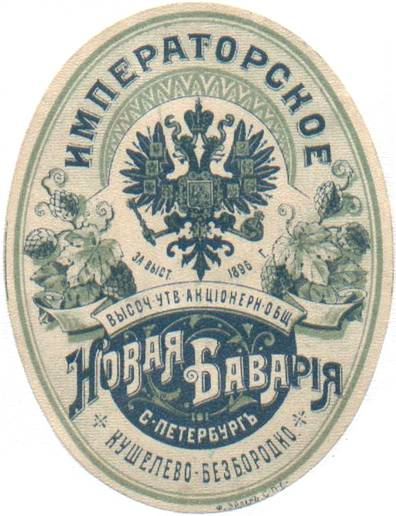
Этикетка Императорского пива АО «Новая Бавария»
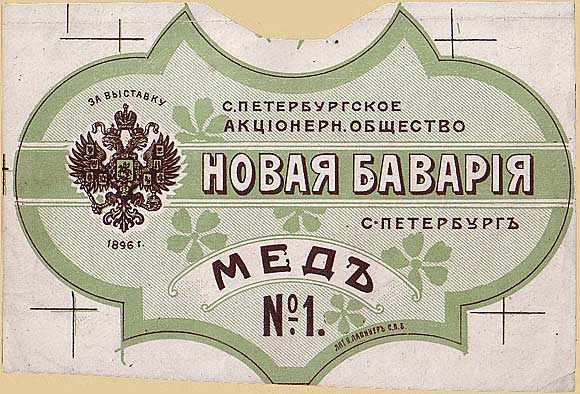
Этикетка мёда АО «Новая Бавария»
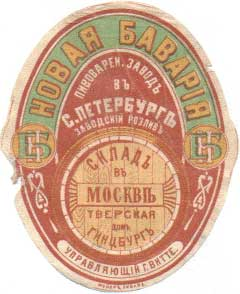
Этикетка пива АО «Новая Бавария» с московского склада
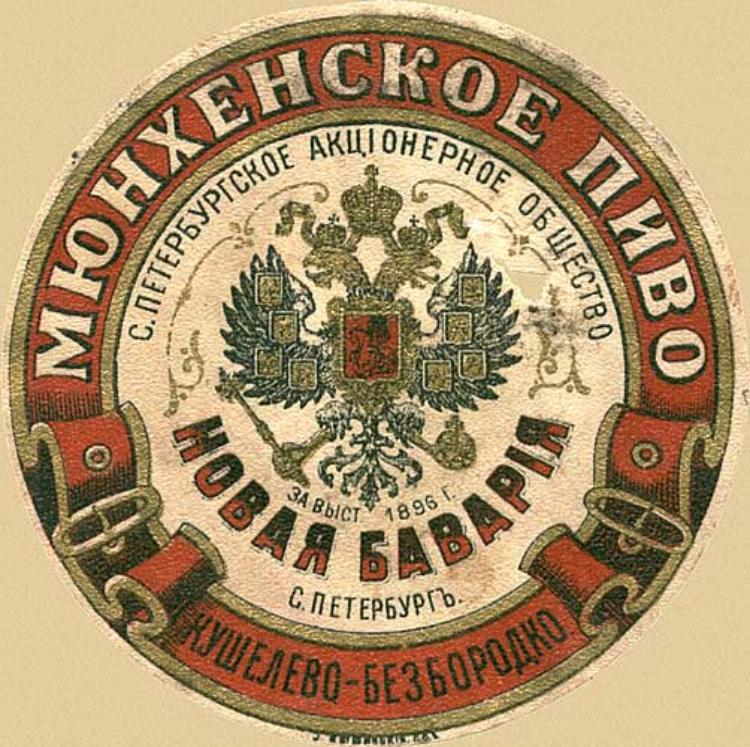
Этикетка Мюнхенского пива АО «Новая Бавария»
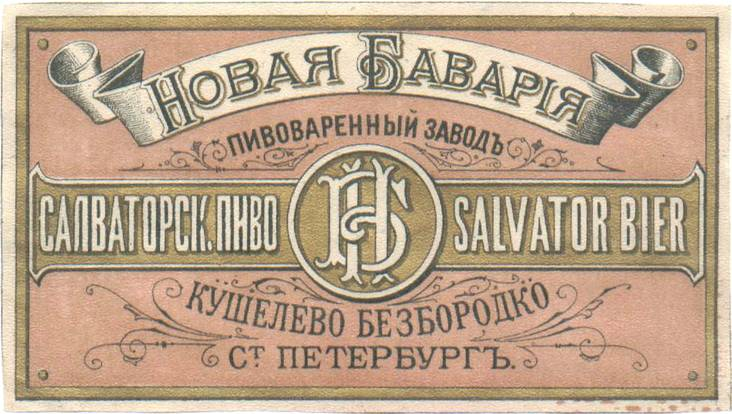
Этикетка Сальваторского пива АО «Новая Бавария»
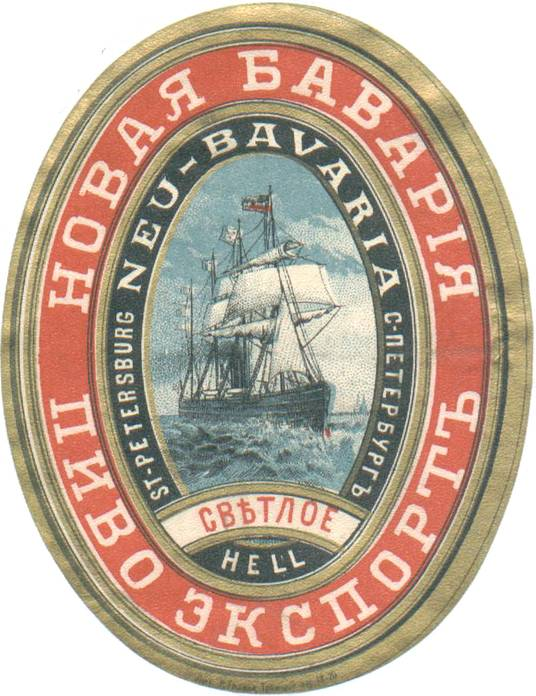
Этикетка Экспортного пива АО «Новая Бавария»
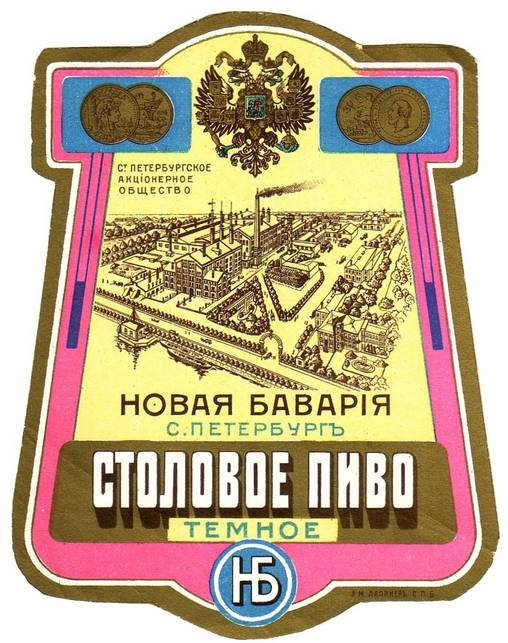
Этикетка Столового тёмного пива АО «Новая Бавария»
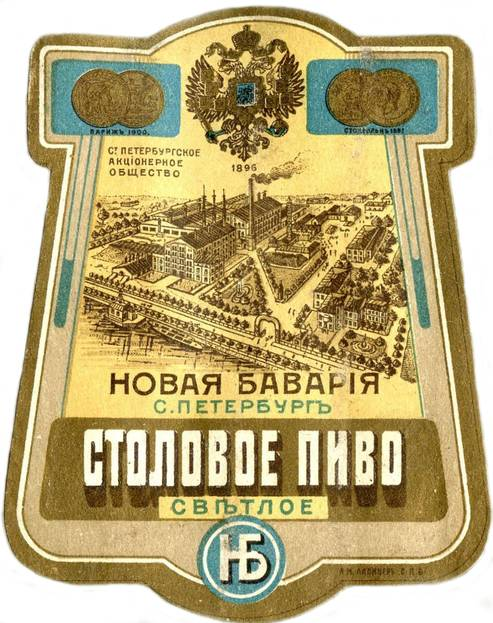
Этикетка Столового светлого пива АО «Новая Бавария»